# 草屯敦和宮

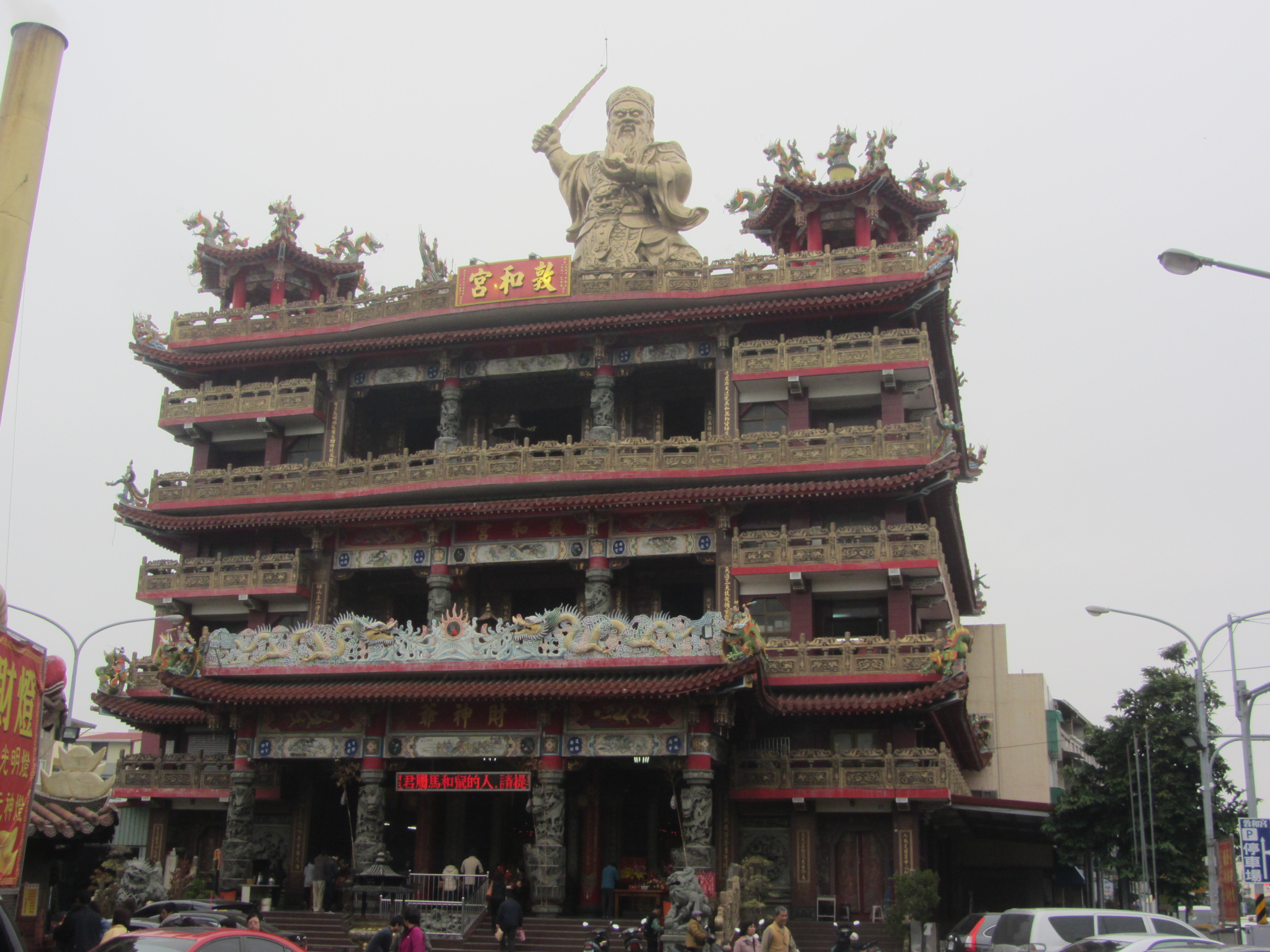
草屯敦和宮

草屯敦和宮，位於臺灣南投縣草屯鎮敦和路73號，是一座主奉財神玄壇真君的道教廟宇，建廟於1816年，其中以銅製162尺趙天君財神爺像安奉於七樓頂最具特色，為目前全世界最大的趙天君武財神銅像。

## 祀神
- 一樓：玄壇真君、天上聖母、城隍爺。

- 三樓：張天師、中壇元帥、觀音菩薩。

- 五樓：玉皇上帝、三清道祖、太乙天尊、王母娘娘、南斗星君、北斗星君。

## 沿革
- 宋高宗建炎元年時，金陵試院已奉祀玄壇真君。明英宗正統元年（西元1436年）院內遭祝融之災，進士李立本將玄壇真君請回福建省漳州府故里奉祀。
- 乾隆元年(西元1736年)北投社的周綠大拓開墾，是時西山李創和族親計議渡台開拓，誠心祈求玄壇元帥顯靈保佑，率領鄉親宗族同渡一帆風順來台入山，在草鞋墩(山仔腳)開墾。
- 乾隆二十年春(西元1755年)李創回故里與兩子元光、元欽奉請玄壇元帥分像來台，卜地居於草鞋墩下庄，當時李姓鄉親宗族同道渡台，在大肚山烏日庄開發，同時奉請玄壇元帥香爐神位，奉祀為地方守護神(原玄壇元帥廟，現為玉闕朝仁宮)稱為敦和宮乃以西山故里之宮名。
- 草屯敦和宮與烏日玉闕朝仁宮兩宮廟之香火來源均是來自福建省漳州府平和縣西山故里，但依據敦和宮之記載是「李創迎來玄壇元帥分像於草鞋墩，而同道渡臺的林姓鄉親奉請玄壇元帥香爐神位」；而玉闕朝仁宮則是認為「香爐由李家迎往草鞋墩，金身由林家恭迎奉祀。」兩宮各持己方說法，但究竟當初香爐與神像的歸處何者說法為真已不可考。
- 嘉慶二十一年三月(西元1816年)由李元光從大陸漳州府平和縣移民台灣時帶來，當時由住草屯的十戶李姓人家(頂庄，下庄鄉親)共同出資建立，是年九月竣工，基地八十坪，境域三百餘坪。同時李元光為答謝神恩，贈匾額曰「赫濯聲靈」。
- 同治元年（西元1862年）戴萬生事件，洪姓醫生受戴萬生之惑，豎紅旗於北勢湳，興建太子樓閣，圖謀抗拒官軍，而官方求派草鞋墩、月眉厝、頂崁仔大助陣。官軍遂於同治三年初勝捷，同年秋季、欽差福建台澎兵備道兼提督學政丁為賞，率兵迫紮看頂營壘在頂崁仔，遂亂平。翌同治三年九月贈匾一方，曰「刑期無刑」給月眉厝龍德廟保生大帝，是年十二月同時贈匾二方曰「功成看頂」給敦和宮興(頂崁仔)現為中原里永和宮輔信將軍，締結為兄弟神，每逢慶典都必須互相奉請參與祝壽觀戲，並奉請北投朝陽宮、彰化南瑤宮之天上聖母為客神。
- 光緒十年(西元1884年)廟宇大破，北投保練首李定邦先生，首倡重修敦和宮，召集草鞋墩、匏仔寮、南埔、頂崁仔，北勢湳等庄民仕紳，鳩貲一千四十五大圓七十錢予以重修。是年三年興工，十一月竣工。翌十一年一月有李甫泉居士贈聯曰：敦誠一意感化川流大德、和協萬邦時雍於變黎民。
- 傳說清末時，林子頭的簡姓和李姓起了爭鬥，就在簡姓家族大舉襲擊李姓時，本廟附近出現許多的神兵援助李姓，從此李姓人家對本神各加信仰。
- 本廟的香燭費於每年計收兩次，廟守準備餅乾菓子「化緣」，贈與各戶信徒，稱之為『化緣粟』。
- 民國九年(西元1920年)李秀才、李春盛先生倡修門楣，油漆梁棟，並訂於十月十五日舉行法會祭典，繼續每年一次法會，普渡孤魂等。
- 民國四十七年(西元1958年)春季由市區四位里長梁啟和、簡兆江、林欽肇、鐘吉輝商議提倡再修築正殿土角壁，廟屋翻新，發起樂助修整，增建拜亭。
- 民國七十二年(西元1983年)第三屆委員經由聖示開始購買廟地，由梁啟和、李日興、李召雄、李坤陸、李清炎、李見華、洪明山等七人與十多位地主洽購。
- 民國八十四年(西元1995年)十月二十七日舉行新宮開工典禮，新宮興建工程宏偉，經過將近三年之興建。
- 草屯敦和宮則是左持金珠，右持金鐧(全臺各廟神像左右手持物不同)，財神神像左腳下還踏有神虎(全臺各廟神像左右腳踏虎姿勢不同)。
- 草屯敦和宮正門門聯「敦厚更堪欽四時日夜香煙，和雍還可敬二祭春秋俎豆」。
- 新殿落成紀念匾額「澤被黎民」，敬獻單位頭城鎮竹安鎮安宮第一屆管理委員會。
- 草屯敦和宮祈求財運的補財庫方式，必須使用該宮所提供的金紙，且需經擲筊應允後才能購買，由聖筊求得之發財金紙必須在紅紙疏文上用黑筆填上姓名、地址和蓋手印（男左女右）才可使用。
- 草屯敦和宮求借發財金，其五路財神爺發財金金額為六百元，祈求方式為信眾先在宮內取一份金紙和自己帶來之供品，點十二柱香，先向外參拜天公爐，後再向財神爺玄壇元帥及眾神誠心參拜祈求，說明擬借助財神爺發財金用來投資事業或經商，使事業順利財源滾滾而來。然後經過擲筊獲得聖杯，過程須由敦和宮委員、監事或服務人員監筊，且擲筊以第一次為準，經財神爺許可者始準於出借。
- 廟內財神爺神像前還擺著金光閃閃的大型金元寶，天天被信徒摸得油亮照人，每年新春期間，參拜者人山人海，信眾魚貫排隊等著摸金元寶及武財神，元寶旁立著「摸元寶」的口中默念祝禱：「摸元寶賺錢免煩惱，摸金鞭人生像神仙，摸虎嘴人生平安大富貴，有摸有添人生事業大吉昌（閩南語發音）。」據說一邊摸一邊於口中或心中唸唸有詞，就會得到好財運。